# Nikolaus Herbet
Nikolaus Herbet (ur. 20 marca 1889, data śmierci nieznana) – zbrodniarz hitlerowski, komendant obozu koncentracyjnego Warschau i SS-Hauptsturmführer.
Weteran I wojny światowej, którą zakończył w stopniu starszego szeregowca. Członek SS od 15 marca 1927 roku. Był zatrudniony w Wydawnictwie Drezdeńskim NSDAP. Przez długi czas pozostawał jedynie członkiem honorowym Allgemeine SS; do Waffen-SS został powołany dopiero w 1940 roku. Służbę obozową rozpoczął w Mauthausen-Gusen. W październiku 1943 roku został drugim z kolei komendantem obozu koncentracyjnego w Warszawie (KL Warschau). Z powodu korupcji i innych nieprawidłowości został pod koniec kwietnia 1944 roku odwołany ze stanowiska i aresztowany. Na skutek tej afery kierownictwo SS podjęło decyzję o wymianie całej załogi obozu; jednocześnie KL Warschau został pozbawiony statusu samodzielnego obozu koncentracyjnego, stając się filią obozu na Majdanku.
Od stycznia 1945 roku Herbet dowodził kompanią wartowniczą w Sachsenhausen. Jego powojenne losy nie są znane. Niemieckie organy śledcze uznają go za osobę zaginioną.